# The Phantom Creeps
The Phantom Creeps (titlu original: The Phantom Creeps) este un film SF serial american din 1939 regizat de Ford I. Beebe și Saul A. Goodkind. În rolurile principale joacă actorii Bela Lugosi, Robert Kent, Dorothy Arnold.

## Prezentare
Filmul prezintă un om de știință nebun care încearcă să conducă lumea cu ajutorul a diverse invenții elaborate. Într-un mod dramatic, agenții străini dar și agenții speciali americani (G-Men) încerca să profite de pe urma acestor invenții.

## Capitole
1. The Menacing Power
2. Death Stalks the Highways
3. Crashing Towers
4. Invisible Terror
5. Thundering Rails
6. The Iron Monster
7. The Menacing Mist
8. Trapped in the Flames
9. Speeding Doom
10. Phantom Footprints
11. The Blast
12. To Destroy the World

Sursa:

## Distribuție
- Béla Lugosi ca Dr. Alex Zorka. Este ultima apariție a lui Lugosi într-un serial cinematografic.[2]
- Robert Kent este Cpt. Bob West, G-Man
- Dorothy Arnold ca Jean Drew, reporter
- Edwin Stanley ca Dr. Fred Mallory, fost partener al Dr. Zorka
- Regis Toomey ca Lt. Jim Daley, G-Man
- Jack C. Smith ca Monk, asistent al Dr. Zorka
- Edward Van Sloan ca Jarvis, șef al spionilor străini
- Dora Clement ca Ann Zorka
- Anthony Averill ca Rankin,  un spion străin
- Hugh Huntley ca Perkins, un asistent-laborant al Dr. Mallory
- Ed Wolff ca Robotul